# Fallout 76
Fallout 76 ist ein Online-Rollenspiel des US-amerikanischen Entwicklers Bethesda Game Studios und ein Ableger der postapokalyptischen Fallout-Computerspielreihe. Es erschien im November 2018 für Microsoft Windows, PlayStation 4 und Xbox One.

## Hintergrund
Fallout 76 ist keine direkte Fortsetzung der Reihe. Es spielt in den Vereinigten Staaten, genauer in West Virginia. Der Spieler übernimmt die Rolle des sogenannten Vault-Bewohners, der im Jahre 2102, 25 Jahre nach dem nuklearen Abtausch zwischen den Vereinigten Staaten und der Volksrepublik China, welcher am 23. Oktober 2077 stattgefunden hat, den Atombunker Vault 76 der Firma Vault-Tec verlässt.
Der Vault-Bewohner versucht sich am sogenannten Rückeroberungstag (Reclamation Day) wieder mit der Aufseherin von Vault 76 zu verbünden, um das umliegende Ödland wieder neu zu besiedeln. Er erfährt, wie stark zerfallen die Umgebung sowie der Rest von West Virginia aufgrund der Bomben wie auch durch den radioaktiven Niederschlag ist.
Der Spieler lernt mehrere Fraktionen kennen, die sich dort im Laufe der Zeit angesiedelt haben. Des Weiteren existiert eine schwere Seuche, die Menschen sowie Tiere befällt. Die Betroffenen werden Verbrannte genannt. Ursprung der Infektion sind mutierte, riesige Fledermäuse, unter den Einwohnern nur als Brandbestien bekannt, und gilt als nicht heilbar. Vault 76 wurde bereits in Fallout 3 und Fallout 4 als einer der Kontrollbunker erwähnt, die dazu vorgesehen waren, sich frühzeitig zu öffnen, um die Lage auf der Oberfläche einzuschätzen und eine Wiederbevölkerung des Ödlandes zu beginnen.
Die Zivilisation im Ödland Appalachias ist auf einem deutlich niedereren, eher rudimentäreren Stand als in den zeitlich sehr viel später angesiedelten Spielen der Hauptreihe. Fallout 76 ist überwiegend geprägt von der Suche nach überlebensnotwendigen Dingen wie Nahrung, Waffen und nützlichen Elementen für die Erstellung von Ausrüstungs- sowie Nutzgegenständen. Mit dem sogenannten C.A.M.P. (Construction and Assembly Mobile Platform) kann ein Lager aufgebaut werden, welches dem Spieler dann als Basis dient, um beispielsweise Gegenstände zu lagern oder herzustellen.

## Entwicklung
Bethesda kündigte das Spiel im Mai 2018 als kooperatives Projekt zwischen dem Hauptstudio in Rockville und dem Zweigstudio in Austin an. Es sollte die Basenbau-Funktion von Fallout 4 mit weiteren Mehrspieler-Funktionen kombinieren. Vergleiche sahen Parallelen zu Online-Survival-Spielen wie Rust und DayZ. Die Idee zu Fallout 76 begann mit ersten Überlegungen über das grundlegende Aussehen eines Mehrspieler-Modus zu Fallout 4, die schließlich 2015 in einem eigenständigen Projekt mündeten. Es handelte sich um das erste Online-Mehrspieler-Spiel, das innerhalb der Bethesda Game Studios entwickelt wurde.
Nach dem anfänglich negativen Feedback folgten Updates wie Wild Appalachia und Nuclear Winter sowie die Erweiterung Wastelanders. Sie fügt dem Spiel u. a. menschliche NPCs, neue Fraktionen, eine große neue Hauptstory-Questlinie und Gefährten (Verbündete) hinzu. Es folgten kleinere Erweiterungen, mit Steel Reign wurde die Stählerne Bruderschaft samt weiterer Questline hinzufügt. Später folgten Expeditionen nach The Pitt und Atlantic City.
Mit der Erweiterung Skyline Valley wurde am 9. Juni 2024 die Weltkarte erstmals in südlicher Richtung um Teile des ehemaligen Shenandoah-Nationalparks erweitert. Neben neuen Schauplätzen wurde auch hier eine weitere Questlinie ergänzt.
Durch das Update Strahlende Tiefen wurde dem Spiel ab dem 3. Dezember 2024 ein Raid für bis zu vier Mitspieler implementiert. Mit dem Update wurden auch Haustiere für das C.A.M.P. verfügbar.
Mit Season 20 und dem Update Der innere Ghul erhielt der Spieler am dem 18. März 2025 die Möglichkeit, seine Spielfigur in einen Ghul zu transformieren.
Ab Season 21 Leichte Wasser besteht die Möglichkeit, im Spiel zu Angeln.

## Saisons
Seit dem Update Das legendäre Rennen wurden die zeitlich begrenzten Saisons in das Spiel eingeführt. Durch das Absolvieren verschiedener täglicher und wöchentlicher Herausforderungen können Punkte verdient werden, die einen Rangaufstieg ermöglichen. Je nach Rang und Anzahl der verdienten Punkte lassen sich dann Belohnungen freischalten.
Folgende Saisons haben bisher stattgefunden:
| Übersicht der Saisons | Übersicht der Saisons                                    | Übersicht der Saisons   |
| Saison                | Name                                                     | Zeitraum                |
| --------------------- | -------------------------------------------------------- | ----------------------- |
| 1                     | Das Legendäre Rennen                                     | 30.06.2020 – 08.09.2020 |
| 2                     | Rüstungsass                                              | 15.09.2020 – 15.12.2020 |
| 3                     | Gelehrter von Avalon                                     | 27.04.2021 – 07.07.2021 |
| 4                     | Kalter Stahl                                             | 07.07.2021 – 08.09.2021 |
| 5                     | Flucht aus dem 42. Jahrhundert                           | 07.07.2021 – 08.09.2021 |
| 6                     | Die Unaufhaltsamen vs. die Teuflischen                   | 08.09.2021 – 08.12.2021 |
| 7                     | Zorbos Rache                                             | 08.12.2021 – 28.02.2022 |
| 8                     | Ein besseres Leben im Untergrund                         | 01.03.2022 – 13.06.2022 |
| 9                     | Herz aus Stahl: Eine Dread-Island-Geschichte             | 14.06.2022 – 13.09.2022 |
| 10                    | Red Rocket in Amerika präsentiert: „Die Stadt aus Stahl“ | 13.09.2022 – 06.12.2022 |
| 11                    | Nuka-World                                               | 06.12.2022 – 28.02.2023 |
| 12                    | Rip Daring auf Kryptidenjagd                             | 28.02.2023 – 22.08.2023 |
| 13                    | Greif nach den Sternen                                   | 20.06.2023 – 22.08.2023 |
| 14                    | Kampf um die Freiheit                                    | 22.08.2023 – 05.12.2023 |
| 15                    | Der Große Coup                                           | 05.12.2023 – 26.03.2024 |
| 16                    | Duell mit dem Teufel                                     | 26.03.2024 – 12.06.2024 |
| 17                    | Skyline Valley                                           | 12.06.2024 – 03.09.2024 |
| 18                    | Meilenstein Null: Country Road                           | 03.09.2024 – 03.12.2024 |
| 19                    | Wissenschaftliche Schmiede                               | 03.12.2024 – 18.03.2025 |
| 20                    | Das Leuchten des Ghuls                                   | 18.03.2025 – 03.06.2025 |
| 21                    | Leichte Wasser                                           | 03.06.2025              |

## Rezeption
Das Spiel wurde von der Fachpresse überwiegend eher negativ bewertet. Vor allem fielen zum Release viele Bugs im Gameplay auf und auch regelmäßige Serverprobleme bei den Onlinefunktionen sollen in der Releaseversion aufgetreten sein. Auch soll die Technik des Spiels nicht auf einem zeitgemäßen Stand gewesen sein und Aspekte wie das Survival-Gameplay wirkten unausgereift. Positiv wurden die große Spielwelt und einige interessante Questhandlungen bewertet.

„Das Experiment „Online-Fallout“ ist gescheitert. Zumindest im gegenwärtigen Zustand ist Fallout 76 nicht mehr als ein unfertiges Action-Spiel mit drögem Rollenspielunterbau sowie aufgezwungener Mehrspieler-Anbindung, das vergeblich versucht, die Essenz der postapokalyptischen Rollenspiel-Abenteuer in ein neues Gewand zu stecken.“

„Das Leben als Spaziergänger und Schrottsammler hat uns in diesem halbfertigen Spiel durchaus Spaß gemacht. Aber die Enttäuschung eines halbgaren Fallouts ohne NPCs und ohne die starken, verzweigten Geschichten der bisherigen Spiele hat für uns überwogen. Vielleicht wird Fallout 76 noch ein gutes Spiel. Aber kurz nach dem Start ist es das nicht.“

Nach Veröffentlichung der Erweiterung Fallout 76: Wastelanders waren die Reaktionen etwas positiver.

„Wäre Wastelanders ein DLC für ein anderes Spiel, wäre es vermutlich ein Kandidat für großes Lob und hervorragende Wertungen. Aber es ist leider ein Update für Fallout 76. Der technische Zustand des Spiels ist halt leider weiterhin ziemlich indiskutabel.“

„So deutlich die neuen Inhalte das Spiel ergänzen, so deutlich merkt man auch, dass sie weiterhin Luft nach oben lassen - etwa beim Thema Nebenquests. Und natürlich beim technischen Zustand des Spiels.“

## Trivia
Beim Trailer des Spiels wurde passend zum Handlungsort, West Virginia, ein Cover von COPILOT Music and Sound und der Gruppe Spank der Hymne West Virginias, Take Me Home, Country Roads von John Denver, abgespielt. Das Cover kann man sich seit September 2018 auf iTunes kaufen. Das eingenommene Geld spendete man an Habitat for Humanity, einer Hilfsorganisation.